# جانسون (کنتاکی)
جانسون (به انگلیسی: Johnson) یک منطقهٔ مسکونی در ایالات متحده آمریکا است که در شهرستان پری، کنتاکی واقع شده‌است. جانسون ۲۳۸٫۹۷ متر بالاتر از سطح دریا واقع شده‌است.